# 우량주상도
우량주상도(hyetograph)는 시간에 대한 강우강도를 표시한 막대그래프이다. 강우에 대한 유역의 유출을 계산하기 위한 자료로 사용된다.

## 같이 보기
- 누가우량곡선